# Tinos Lappas
Tinos Konstantinos Lappas, född 10 maj 1969, är en svensk före detta fotbollsspelare (mittback).
Lappas inledde karriären i Boråsklubben Norrby IF. Inför säsongen 1992 värvades han, i konkurrens med AEK Aten, av allsvenska Gais, där han direkt gick in i startelvan som mittback intill Glenn Hysén. Han tilldelades Hedersmakrillen som Gais bäste spelare för år 1992, då Gais åkte ur Allsvenskan, men blev sedan skadad och missade hela säsongen 1993. I Gais stannade han till sommaren 1996, då han lämnade klubben efter ett kontraktsbråk. Efter att ha spelat återstoden av 1996 i norska Stabæk Fotball gick han inför säsongen 1997 till Västra Frölunda IF, där han stannade till och med 1998. Han var dock fortsatt skadedrabbad och ställdes efter säsongen 1998 utanför Frölundas trupp. Frölunda ville dock inte släppa honom till Norrby IF utan betalning, och i stället blev han klubblös. Efter ett helt år utanför fotbollen varvade han år 2000 ner i Wästerhov i division V, bara 31 år gammal.